# Grote Hinggan
De Grote Hinggan of de Da Hinggan Ling (vereenvoudigd Chinees: 大兴安岭, traditioneel Chinees: 大興安嶺, pinyin: Dàxīng'ānlǐng, Mantsjoe: Amba Hinggan), ook Grote Sjingan genoemd, is een vulkanische bergketen in het noordoosten van de Chinese autonome regio Binnen-Mongolië.

## Geografie
De bergketen scheidt de vlaktes van Mantsjoerije in het oosten, met de Mongoolse Hoogvlakte in het westen en strekt zich ruwweg van noord naar zuid uit over een lengte 1200 km, waarbij het naar het zuiden toe steeds smaller wordt. De Grote Sjingan heeft een hoogte van zo'n 1200 tot 1300 meter en de hoogste bergpiek bedraagt 2035 meter.
De Grote Hinggan voedt meerdere rivieren; waaronder de Gen, de Hailar, de Chaor en meerdere zijrivieren van de Nen.
Plaatsen in het gebied zijn onder andere Mangui, Genhe, Yitulihe, Ganhe, Yuanlin, Hailar, Yakeshi, Mianduhe, Bugt, Zalantun, Handgai, Wuchagou, Solon, Subrag, Julqin en Linxi.

## Natuur
Het gebied is dicht bebost en de hellingen bestaan uit relatief goede graslanden. Als een ecoregio staat het bekend om zijn Daurische flora, die een overgang vormt tussen de Siberische en de Mantsjoerijnse flora. In het noordelijke deel, die door de taiga wordt gedomineerd vindt men de bruine beer, de lynx, de eland, het edelhert, het rendier, de Siberische wezel, de sabelmarter, de sneeuwhaas, het hazel- en het korhoen.

## Geschiedenis
De hellingen van de Grote Hinggan was het gebied waar de Kitan zich ontwikkelden, alvorens ze in de tiende eeuw de Liao-dynastie stichtte.